# انسو گونزالز
انسو گونزالز (انگلیسی: Enso González؛ زادهٔ ۲۰ ژانویهٔ ۲۰۰۵) بازیکن فوتبال است.